# Catherine Mory
Catherine Mory, née Catherine Guiot le 8 mai 1970 à Paris, est une autrice et une scénariste française de bandes dessinées.

## Biographie
Fille de l’acteur Fernand Guiot, elle obtient une maîtrise et un CAPES de Lettres modernes. En 1994, elle devient professeure de français en collège dans la région parisienne et, en 2016, professeure de culture et communication à l’EFREI Paris, école d’ingénieurs dans le domaine du numérique.
À partir de 2009, elle écrit des ouvrages jeunesse ainsi que des livres sur la langue et la littérature françaises pour les éditions Larousse. Elle rédige également les dossiers pédagogiques de la collection « Petits Classiques » (L’Iliade et l'Odyssée d’Homère, L’Orestie d’Eschyle, Les Métamorphoses d’Ovide, Tristan et Iseut, etc.).
En 2019, elle se lance dans la bande dessinée avec L’Incroyable Histoire de la littérature française, album illustré par Philippe Bercovici, publié aux éditions Les Arènes BD. En 2021, elle fait partie du jury choisi par la BnF pour élire les lauréats du concours « Patrimoine et bande dessinée ».

## Publications

### Essais et récits
- Les 12 Travaux d’Hercule, ill. Marc Simonetti et Miguel Coimbra, Larousse, 2009
- L’Odyssée d’Ulysse, ill. Johann Bodin, Larousse, 2010
- 30 Histoires en attendant Noël[2], Larousse, 2010
- Incroyables Pompiers, ill. Bernard Le Gall, Larousse, 2010
- Les Grands Héros de la mythologie, ill. Benjamin Carré, Larousse, 2011
- 30 Histoires en attendant Pâques, Larousse, 2011
- 30 Histoires pour mon anniversaire, Larousse, 2012
- Les Mots du monde, ill. Lise Mélinand, Larousse, 2015
- Le Petit Larousse des grands écrivains français[3], Larousse, 2012
- La Littérature pour ceux qui ont tout oublié, Larousse, 2013
- Les Expressions les plus extravagantes de la langue française, Larousse, 2014
- Les Plus Jolis Proverbes de la langue française[4], Larousse, 2015
- Au bonheur des expressions françaises, Larousse, 2016

### Bande dessinée
- L’Incroyable Histoire de la littérature française[5], ill. Philippe Bercovici, Les Arènes, 2019
- L’Affaire Tartuffe : Molière interdit[6], ill. Philippe Bercovici, Le Seuil, 2022
- L'Incroyable Histoire de la mythologie grecque[7],[8],[9], ill. Philippe Bercovici, Les Arènes, 2023
- Il était une fois l'Amérique[10], ill. Jean-Baptiste Hostache, Les Arènes, 2024
- L'Incroyable histoire de la mythologie nordique : un voyage au pays des vikings[11], ill. Philippe Bercovici, Les Arènes, 2024